# Juri-Gagarin-Kosmonautentrainingszentrum

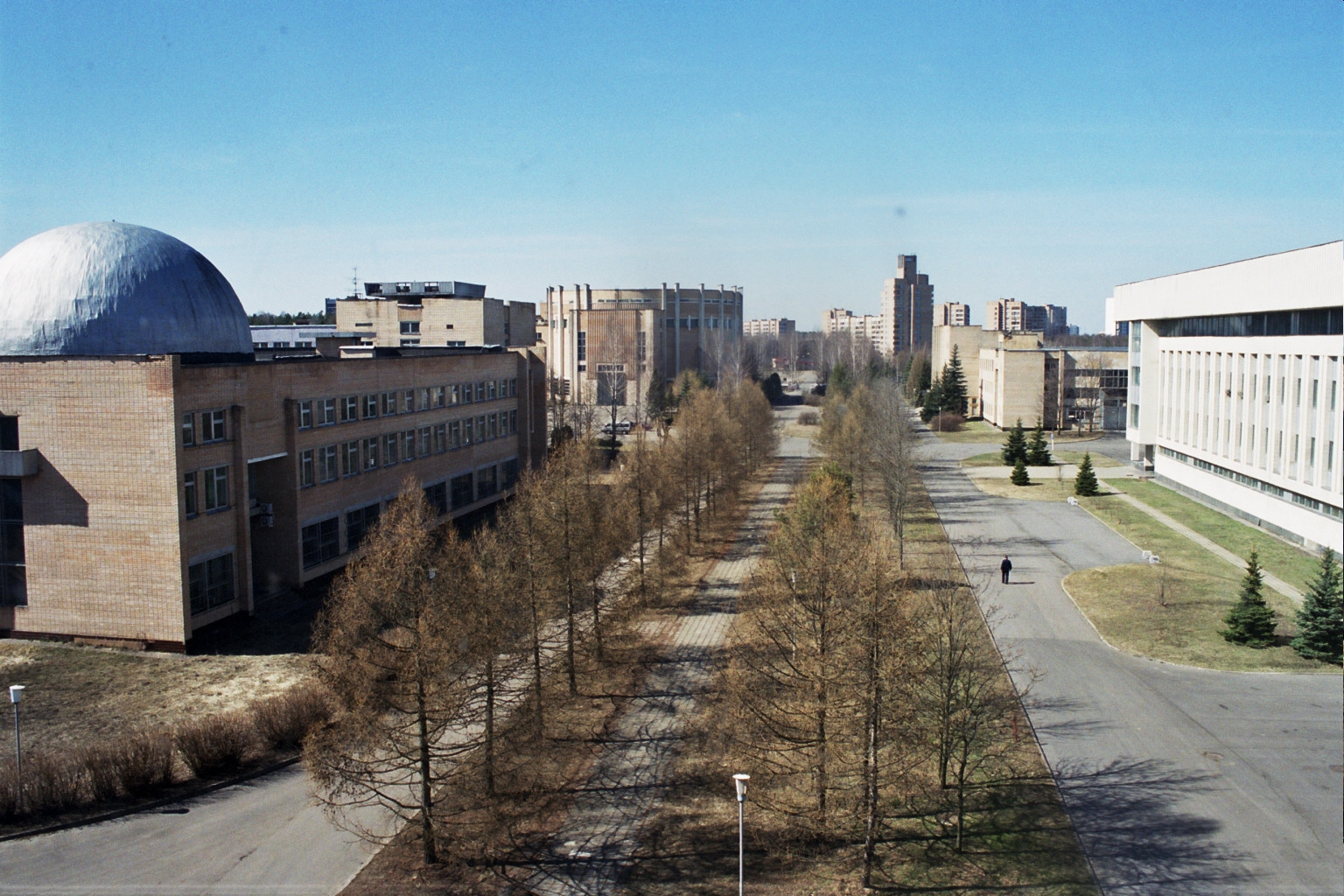
Das Gelände des Juri-Gagarin-Kosmonautentrainingszentrums

Das Kosmonautentrainingszentrum „J. A. Gagarin“ (russisch Центр подготовки космонавтов имени Ю. А. Гагарина, Transliteration: Zentr Podgotowki Kosmonawtow imeni Ju. A. Gagarina, Abk. ЦПК / ZPK) wurde am 11. Januar 1960 im Sternenstädtchen (russisch Звёздный Городок) außerhalb Moskaus eröffnet. 1968 bekam es zu Ehren des ersten Menschen im Weltall, des Kosmonauten Juri Gagarin, seinen jetzigen Namen.
Das Zentrum war bis 2009 dem russischen Verteidigungsministerium zugeordnet und seither der Raumfahrtbehörde Roskosmos. Es beherbergt als die größte der drei russischen Einrichtungen für Kosmonauten mehr als die Hälfte aller russischen Raumfahrer.

## Einrichtungen
Das Zentrum besitzt vielfältige Ausbildungsmöglichkeiten für Raumfahrer:
- In der Haupthalle des Zentrums befinden sich Nachbildungen in Originalgröße aller wichtigen Raumschiffe, die in der früheren Sowjetunion entwickelt wurden, von Sojus bis Buran, vom TKS-Raumschiff über die Mir bis zur ISS.
- Es gibt ein Wasserbecken für die Simulation von Schwerelosigkeit beim Training von Außenbordaktivitäten (EVA). 1980 wurde es durch ein größeres Hydro-Labor ersetzt, das bis zu 20 Tonnen schwere Raumstationsmodule aufnehmen kann. Das Becken hat eine Tiefe von 12 Metern, einen Durchmesser von 23 Metern und ein Volumen von 5.000 Kubikmetern.
- Für die Simulation von Schwerelosigkeit werden außerdem Flugzeuge eingesetzt, hauptsächlich Mig-15 UTI, Tupolew Tu-104 und später auch die Iljuschin Il-76 MDK mit einem Innenraum von 400 Kubikmetern.
- Die g-Kräfte während des Raketenstarts werden mit zwei Zentrifugen, der großen TsF-18 und einer kleinen TsF-7, simuliert.
- Aus der DDR stammt ein Planetarium, welches bis zu 9.000 Sterne projizieren kann.

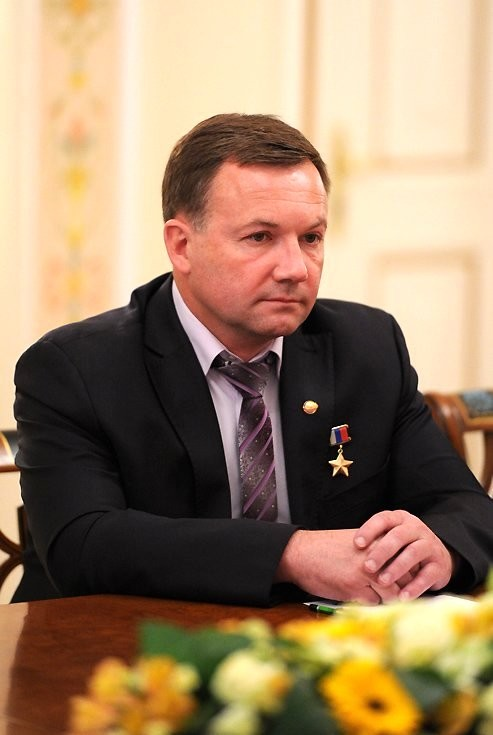
Juri Lontschakow

## Direktoren
Die bisherigen Leiter des Trainingszentrums:
- 24. Februar 1960–26. Januar 1963: Oberst des med.Dienstes Jewgeni Karpow
- 26. Januar 1963–2. November 1963: Generaloberst Michail Odinzow
- 2. November 1963–26. Juni 1972: Generalmajor Nikolai Kusnezow
- 26. Juni 1972–3. Januar 1987: Generalleutnant Georgi Beregowoi
- 3. Januar 1987–12. September 1991: Generalleutnant Wladimir Schatalow
- 12. September 1991–9. September 2003: Generaloberst Pjotr Klimuk
- 9. September 2003–27. März 2009: Generalleutnant Wassili Ziblijew
- 27. März 2009–1. April 2014 Sergei Krikaljow
- 1. April 2014–November 2017: Oberst d.R. Juri Lontschakow
- November 2017–1. Juni 2021 Fluginspekteur Hauptmann d.R. Pawel Nikolajewitsch Wlassow
- seit 1. Juni 2021 Maxim Michailowitsch Charlamow